# Karl Reinhardt
Karl Ludwig Reinhardt (Detmold, 14 febbraio 1886 – Francoforte sul Meno, 9 gennaio 1958) è stato un filologo classico e grecista tedesco.

## Biografia
Reinhardt crebbe a Francoforte, la città in cui suo padre, il riformatore educativo Karl Reinhardt Sr., era stato chiamato nel 1886 a capo del Lessing-Gymnasium. A Francoforte , Reinhardt studiò al Goethe-Gymnasium, una scuola secondaria fondata nel 1897 sui principi del Frankfurter Lehrplan di suo padre ("Progetto didattico di Francoforte"), da lui diretto dal 1897 al 1904.
Karl Ludwig era nipote dell'imprenditore Carl Johann Freudenberg, fondatore del gruppo Freudenberg (Unternehmensgruppe Freudenberg).
Nel 1905 iniziò a studiare filologia classica presso l'Università di Bonn e l'Università Humboldt di Berlino. Lì ricevette il dottorato nel 1910 sotto Ulrich von Wilamowitz-Moellendorff. Dopo la laurea, insegnò nelle università di Bonn, Marburg e Amburgo, fino a quando fu chiamato all'Università di Francoforte nel 1924. Rimase lì fino a quando non fu nominato Professore di Filologia Classica Emerito nel 1951, ad eccezione degli anni 1942-1945, periodo che trascorse all'Università di Lipsia. Divenne membro regolare dell'Accademia delle scienze sassone al momento della sua chiamata a Lipsia. Nel 1937 l'Accademia delle scienze bavarese lo nominò membro corrispondente.
Karl Ludwig Reinhardt è considerato uno dei principali ellenisti del suo tempo. Principalmente deve la sua notorietà alle ricerche su Posidonio di Apamea, ma ha anche scritto monografie molto originali sui presocratici, oltre che su Eschilo e Sofocle. Sebbene fosse principalmente un discepolo di Wilamowitz, per un periodo della sua giovinezza subì l'influenza di Friedrich Nietzsche e del circolo poetico di Stefan George. I suoi numerosi scritti a loro volta hanno avuto un profondo effetto sul pensiero di Ernst Cassirer, Martin Heidegger e Wolfgang Schadewaldt. In Italia hanno influenzato la ricerca storico-filosofica di Antonio Capizzi.
Nel 1952 Reinhardt fu iscritto nei ranghi dell'Orden Pour le Mérite von Wissenschaften und Künste e nel 1956 ottenne un dottorato onorario all'Università di Francoforte.